# Coluna (botânica)

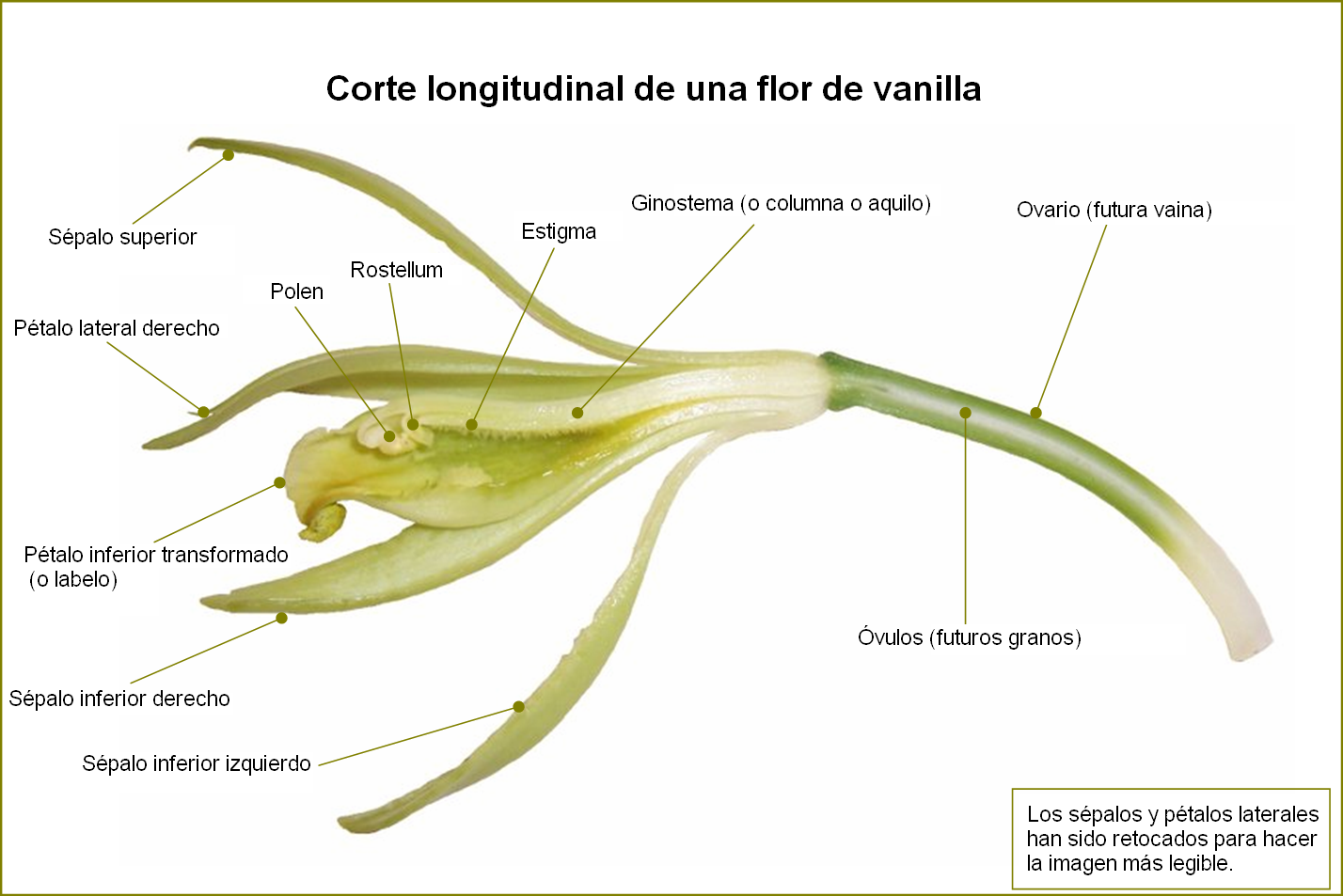
Detalhe de uma flor de orqídea mostrando o ginostemo.

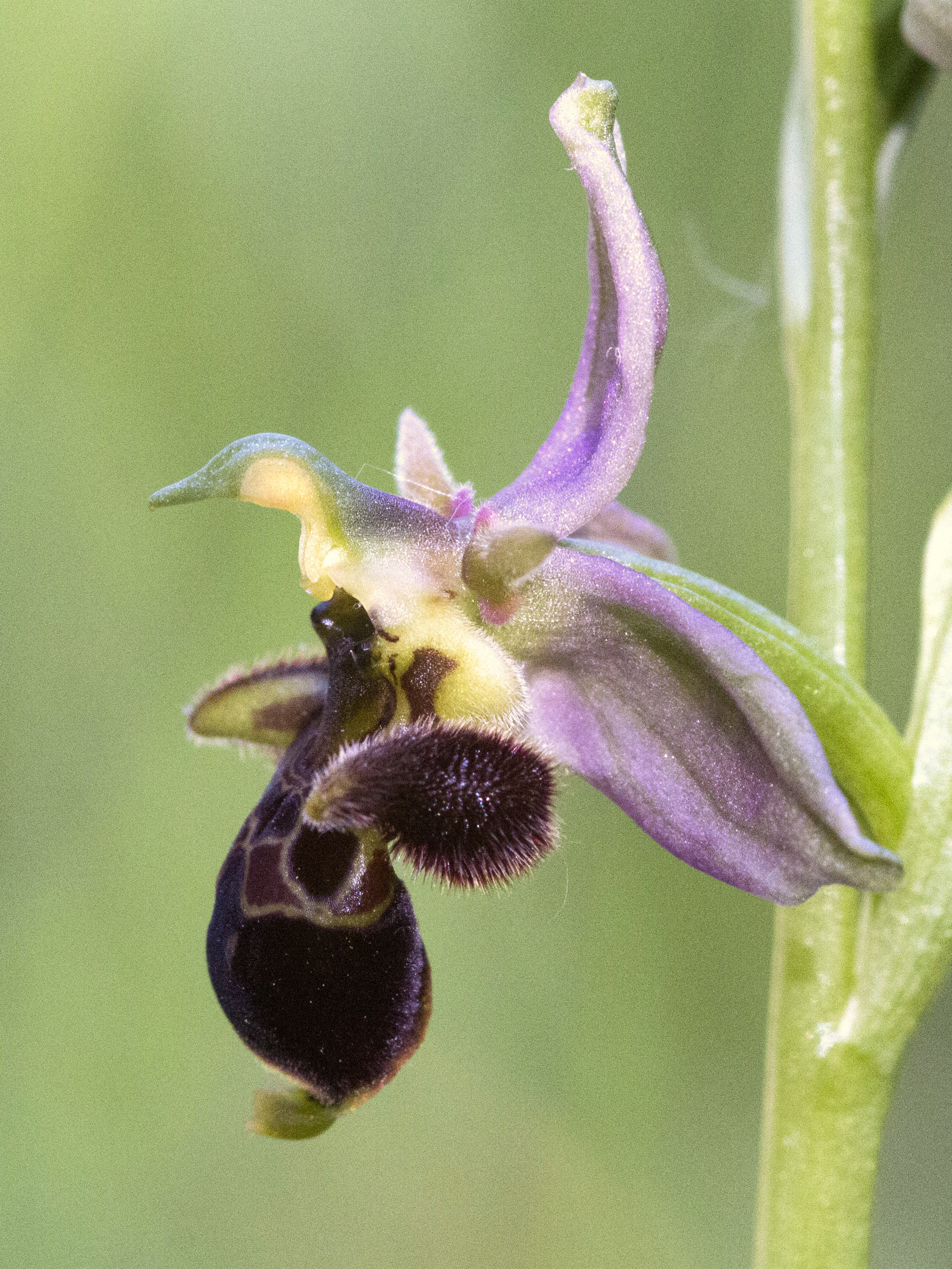
Ginostema verde e amarelo em forma de pássaro que deu nome à espécie Ophrys scolopax.

Coluna (também ginostema, ginostémio ou ginostêmio, do grego: γυνή, gyné, «mulher; estilete» + στεμμα, stemma, «estame» +-io') é um órgão colunar que existe em algumas flores (especielmente nas orquídeas), constituído pela união dos estames com o estilete. A estrutura anatómica única assim formada origina uma formação reprodutiva no centro das flores das espécies da família das Orchidaceae (e de várias outras famílias, entre as quais Aristolochiaceae, como em Thottea hainanensis, e Stylidiaceae).
Especificamente, o ginostema é composto de várias partes denominadas anteras, aurículas, estaminódios, clinândrio, polínias, claudícula, viscidium, bursícula, rostellum e estigmas. A estrutura formada sofre em muitos casos um processo de ressupinação que altera a orientação espacial dos órgãos florais.

## Descrição
Coluna ou ginostema designa os órgãos sexuais fundidos das orquídeas, isto é, o androceu fundido com o gineceu. Mais especificamente, é uma coluna ereta ou alongada localizada no centro da flor e onde se localizam os estames e suas polínias, constituindo o órgão masculino, e o estilete e o estigma, que compõe o órgão feminino. Esta estrutura ocorre estrategicamente arranjada para que os insectos que visitam a flor sejam forçados a cumprir seu papel de polinizadores..
A coluna deriva da fusão das partes femininas e masculinas (estames e pistilo) num único órgão.  Nesses casos, o estilete, o estigma do ovário, os filetes e um ou mais anteras estão unidos. O estigma fica no apêndice da coluna na frente, mas está apontando para baixo e depois fica em decúbito dorsal (rotação de 180 graus antes do desdobramento completo da inflorescência).
Este estigma tem a forma de um pequeno recipiente, o clinandrium (ou clinândrio), uma pátina viscosa que embebe a (normalmente) antera única. No final de tudo isso está a tampa da antera. Há uma pequena extensão, ou focinho, no meio do lóbulo do estigma chamado rostelum (ou rostelo).
As asas da coluna podem-se projetar lateralmente a partir do estigma. O pé da coluna é formado pela junção do labelo (labellum) à parte basal saliente da coluna. Fala-se de barbilha se as sépalas laterais também estiverem fixadas basalmente, ou seja, adossadas ao pé da coluna.
A coluna faz as duas funções, fornece pólen e também o recebe (de outro indivíduo) para fertilização. Ao contrário de quase todas as outras plantas com flor, apenas uma antera masculina no final da coluna produz pólen, que não está na forma de um pó solto, mas sim coletado por uma massa pegajosa e cerosa de dois, quatro ou seis pacotes chamados polínia.
A transferência de polínia de uma flor para outra, embora altamente eficiente, está intimamente ligada a uma determinada espécie de inseto, o que pode ser catastrófico para a população de orquídeas se o polinizador desaparecer do ambiente.

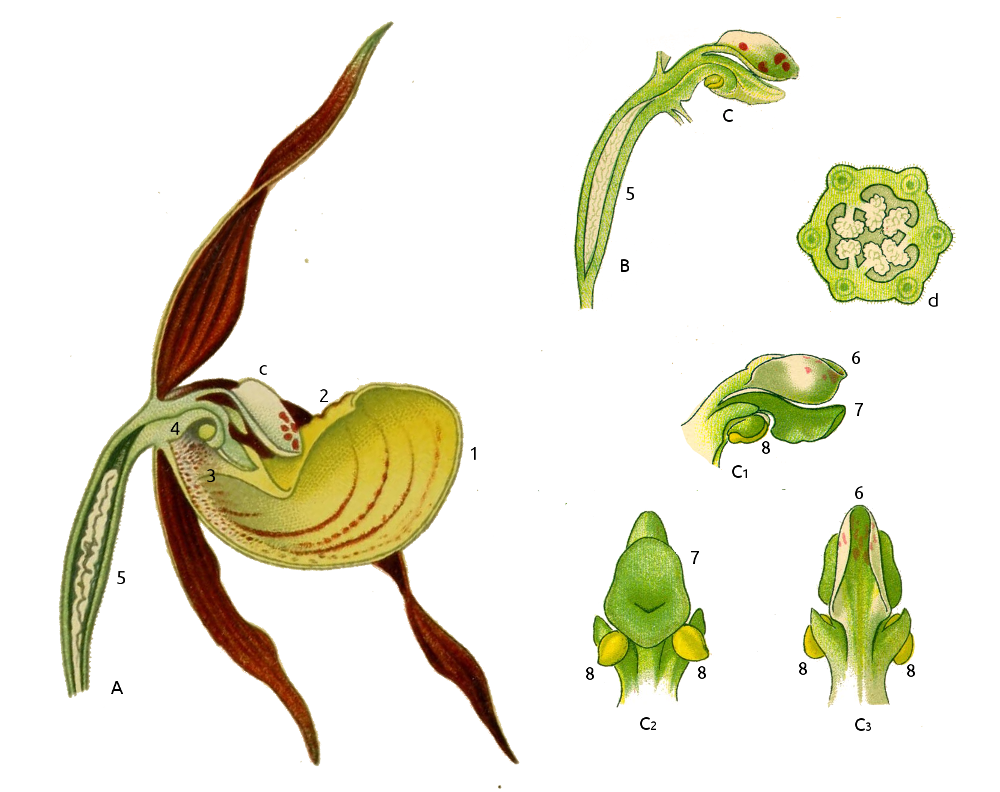
Diagrama floral da espécie Cypripedium calceolus. Legenda: a) corte longitudinal da flor; b) corte longitudinal do ovário e do ginostema; c) ginostema; c1) ginostema em vista lateral; c2) ginostema, visto de frente; c3) ginostema, visto por detrás; d) corte transversal do ginostema através do ovário. 1) labelo; 2) entrada frontal do labelo; 3) passagem obrigatória de insetos; 4) saída posterior do labelo; 5) ovário; 6) estaminódio; 7) estigma; 8) antera e polínias.